# إميل تيان
إميل تيان (1901 - 1977)، حقوقي لبناني، حصل على دكتوراه في الحقوق من جامعة ليون (فرنسا) سنة 1926 عن أطروحة عنوانها «نظام المسؤولية الجرمية في الشرع الإسلامي» وعلّم القانون في كليّة الحقوق في جامعة القديس يوسف - بيروت. ألّف العديد من الكتب في ميدان القانون وتاريخ القانون، معظمها باللغة الفرنسية.

## مواضيع أبحاثه
عالج إميل تيّان مواضيع في شتّى المجالات القانونيّة، لكن أهمّ أبحاثه تعلّقت بالشرع الإسلامي، خاصّة في شقّه الجزائي (وهذا كان موضوع أطروحته للدكتوراه- المذكور آنفاً) وفي شقّه القضائي (له مؤلّف قيّم في تاريخ القضاء في الدولة الإسلاميّة)، وفي شقّه الدستوري، إذ إنّه بحث مطوّلا في مؤسسة الخلافة في الإسلام مستنداً على الأعمال القانونيّة والحوليات التاريخيّة للكتّاب المعاصرين لكلّ فترة من الخلافة.كتب تيّان مؤلفاته هذه باللغة الفرنسيّة. وهو ساهم في دائرة المعارف الإسلامية (بالإنجليزية: Encyclopedia of Islam)‏ حتى وفاته عام سنة 1977. 

له أيضاً مؤلفات قيّمة في القانون التجاري اللبناني، في القانون الدولي الخاص، في الأحوال الشخصيّة وغيرها من المواضيع.

## أهمّ مؤلّفاته

### باللغة العربيّة
- القانون المدني اللبناني : النظام العقاري في لبنان : محاضرات، جامعة الدول العربيّة - معهد الدراسات العربيّة العالية، القاهرة، 1955.
- محاضرات في أحكام المياه والمناجم والمقالع والآثار، جامعة الدول العربيّة - معهد الدراسات العربيّة العالية، القاهرة، 1958.

### باللغة الفرنسيّة
- Le système de responsabilité délictuelle en droit musulman, thèse pour le doctorat en sciences juridiques à l'Université de Lyon, Imprimerie Catholique, Beyrouth, 1926
- Histoire de l'organisation judiciaire en pays d'Islam, préface d'Edouard Lambert, Annales de l'Université de Lyon, éd. Sirey, Paris, 1938, en deux tomes.
- Notes sommaires sur le nouveau régime successoral au Liban,L.G.D.J., Paris, 1960.
- Précis de droit international privé, éd. Antoine, Beyrouth, 1966.
- Droit commercial, éd. Antoine, Beyrouth, en deux tomes : tome 1 (1968) et tome 2 (1970).
- Le droit de l'arbitrage, éd. Antoine,Beyrouth, 1972.
- Droit international privé, éd. Antoine, Beyrouth, 2ème éd., 1972.
- Etudes de droit commercial, éd. Antoine, Beyrouth, 1974.
- La prescription, éd. Antoine, Beyrouth, 1977.
- Institutions du droit public musulman, CEDROMA - USJ, 1999.CEDROMA - USJ, 1999.

بالإضافة إلى عدة مقالات.

## روابط خارجية
- A la rencontre de Emile Tyan في لقاء اميل تيان (فيلم على موقع يوتيوب)